# غبار

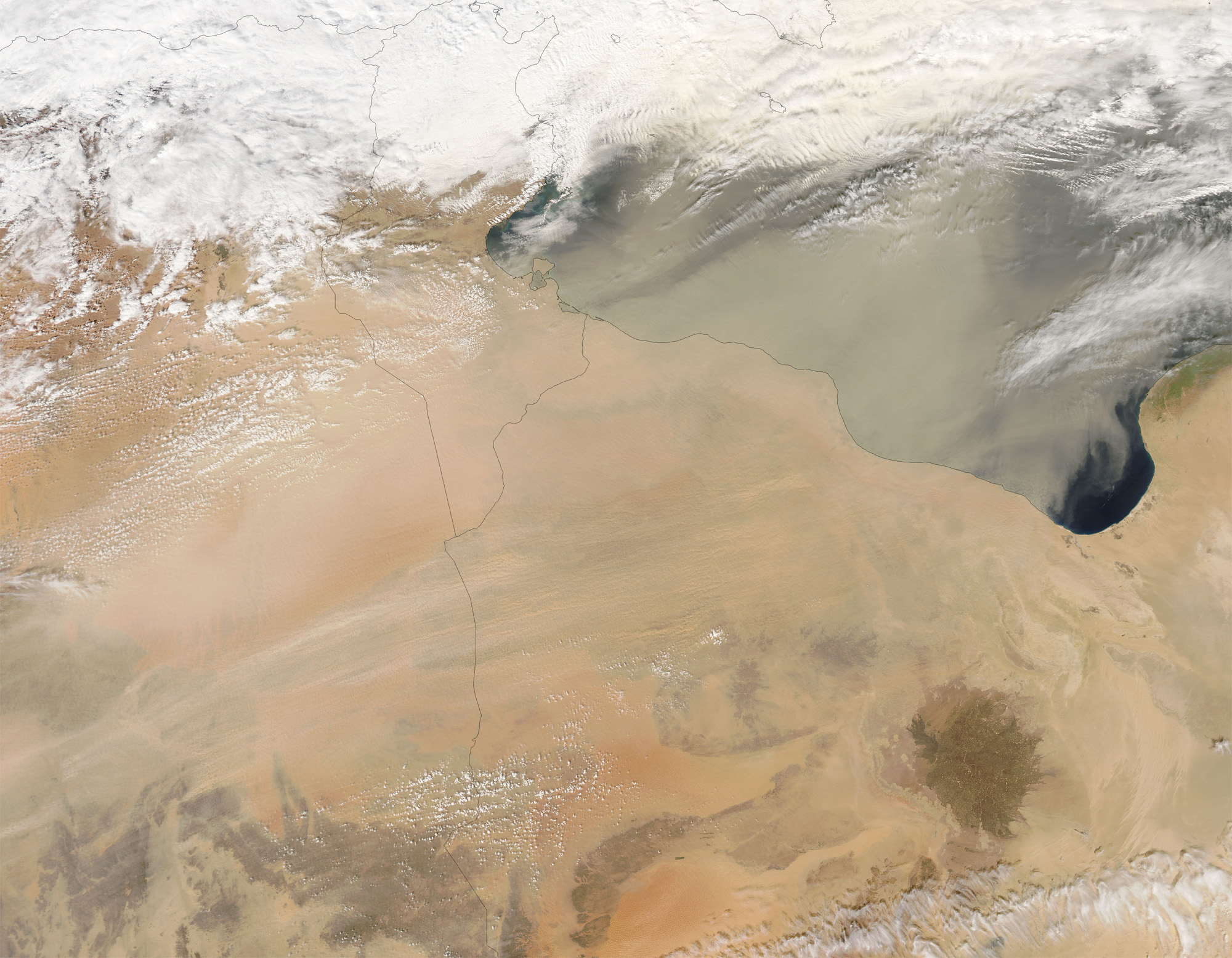
رياح الخماسين تمر فوق أجواء ليبيا

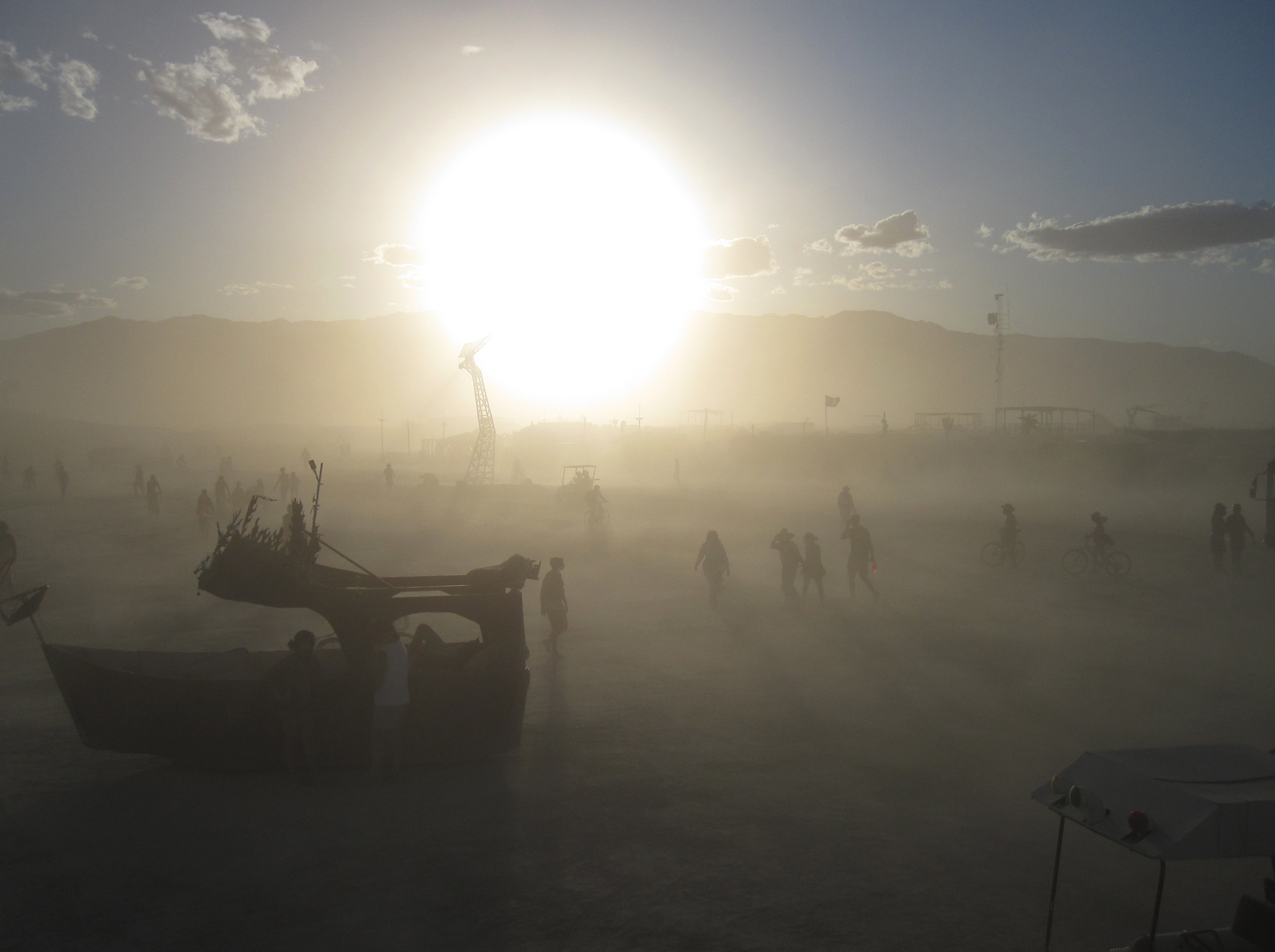
الغبار يحجب الرؤية أثناء عاصفة ترابية بصحراء نيفادا.

الغبار تتكون الجسيمات الدقيقة من الغبار في الغلاف الجوي و تأتي من مصادر مختلفة من قبيل غبار التربة رفعت بسبب الطقس مثل العوامل الريحية والانفجارات البركانية وتلوث الهواء ، الغبار في المنازل والمكاتب و البيئات البشرية الأخرى تحتوي على كميات صغيرة من حبوب اللقاح النباتية و الجلد الميت للبشر و فرو الحيوانات وألياف النسيج وألياف ورقية ، و تتكون أيضاً من جسيمات النيازك المحترقة والعديد من المواد الأخرى التي قد تكون موجودة في البيئة المحلية.

## أمثلة على الأغبرة
- غبار كوني.
- غبار فحم.
- غبار الألماس.
- غبار معدني.